# Heukewalde

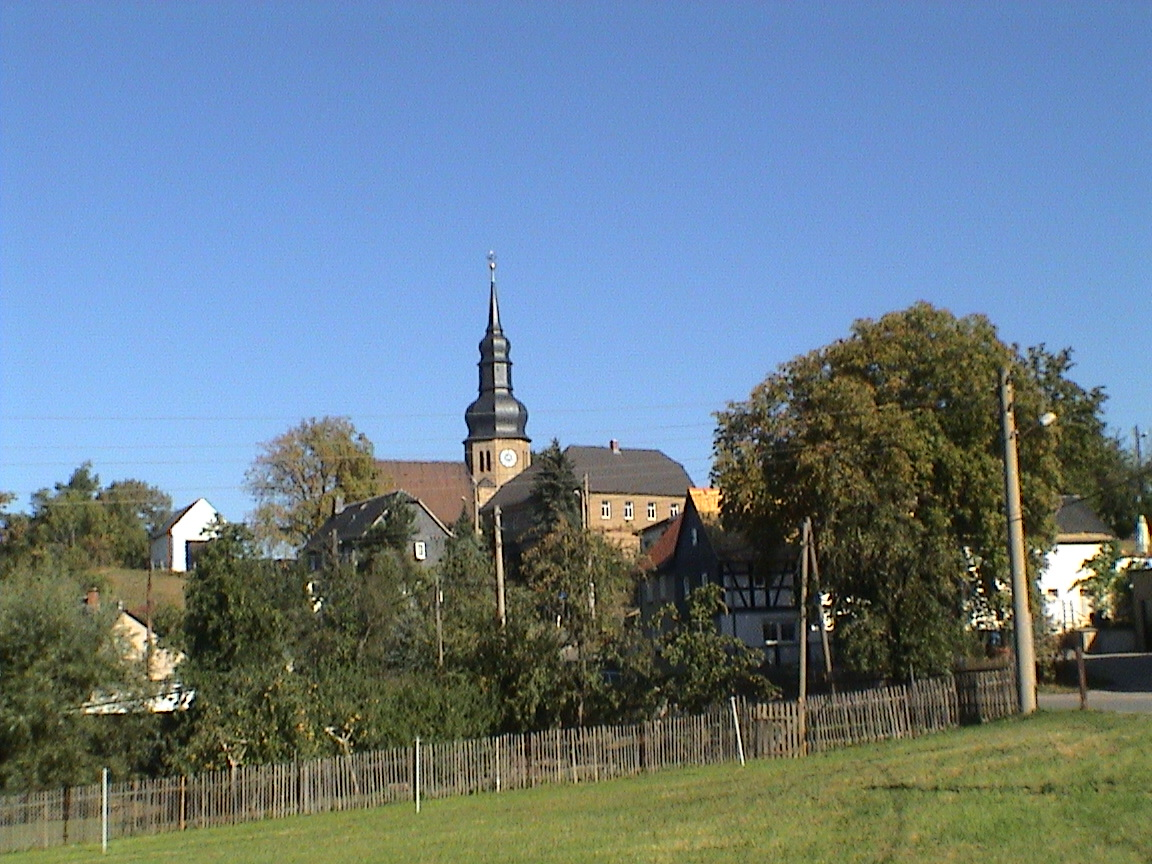
Ortszentrum von Heukewalde mit Blick zur Kirche

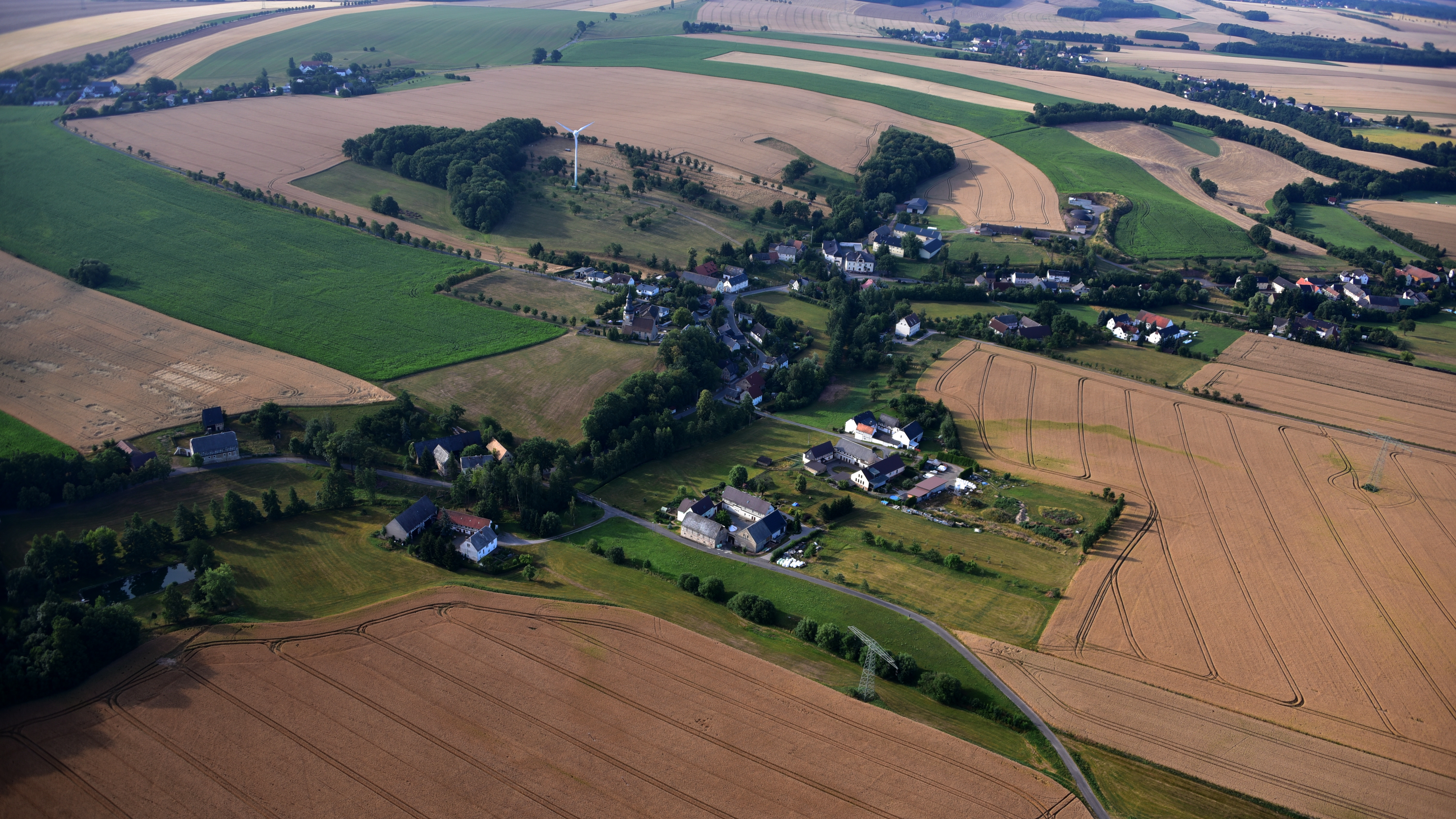
Heukewalde, Luftaufnahme (2018)

Heukewalde ist eine Gemeinde im Süden des thüringischen Landkreises Altenburger Land. Sie gehört zur Verwaltungsgemeinschaft Oberes Sprottental.

## Geographie

### Geographische Lage
Heukewalde wird zum Ronneburger Acker- und Bergbaugebiet gezählt. Das Dorf wird von Süden nach Norden von der Heukewalder Sprotte durchflossen, die zwischen Vollmershain und Posterstein in die Mannichswalder Sprotte mündet. Die nächsten Städte sind Ronneburg (7 km nordwestlich), Schmölln (9 km nordöstlich) und Crimmitschau (9 km östlich).

### Nachbargemeinden
Angrenzende Gemeinden sind Jonaswalde, Posterstein und Vollmershain im Landkreis Altenburger Land sowie Rückersdorf und Paitzdorf im Landkreis Greiz.

## Geschichte
Erstmals urkundlich erwähnt wird der Ort am 9. Dezember 1152. Der Ort stellt ein typisches Straßendorf von dreieinhalb Kilometern Länge dar und ist somit als deutsche Gründung zu erkennen. Das Ortsbild wird hauptsächlich von den typischen Altenburger Fachwerkhöfen geprägt. Von 1826 bis 1918 gehörte Heukewalde zum Herzogtum Sachsen-Altenburg, danach bis zum 1. Mai 1920 zum Freistaat Sachsen-Altenburg, der dann in Thüringen aufging. Am 1. Oktober 1922 kam der Ort zum Landkreis Gera, da sich das Landratsamt Ronneburg aufteilte, zu dem Heukewalde seit dem 1. April 1900 gehörte. 1952 ging Heukewalde an den Kreis Schmölln.

### Einwohnerentwicklung
1910 hatte Heukewalde 322 Einwohner, 1933 waren es 256 und 1939 245 Einwohner.
Entwicklung der Einwohnerzahl (ab 1994: Stand jeweils 31. Dezember):
| - 1994: 215 - 1995: 236 - 1996: 242 - 1997: 240 - 1998: 236 - 1999: 245 | - 2000: 241 - 2001: 236 - 2002: 237 - 2003: 244 - 2004: 229 - 2005: 226 | - 2006: 229 - 2007: 220 - 2008: 210 - 2009: 218 - 2010: 222 - 2011: 211 | - 2012: 204 - 2013: 203 - 2014: 201 - 2015: 189 - 2016: 195 - 2017: 182 | - 2018: 183 - 2019: 187 - 2020: 191 - 2021: 182 - 2022: 196 - 2023: 184 |

 Datenquelle ab 1994: Thüringer Landesamt für Statistik

## Politik

### Gemeinderat
Seit der Kommunalwahl am 26. Mai 2024 setzt sich der Gemeinderat wie folgt zusammen:
- Freiwillige Feuerwehr: 2 Sitze (29,3 %/unverändert)
- Unabhängige: 1 Sitz (22,2 %/−1 Sitz)
- Unser Dorf: 3 Sitze (48,5 %/+3 Sitze)

Die Wahlbeteiligung lag bei 92,6 % (+4,2 %p).

### Bürgermeister
Bürgermeister der Gemeinde ist Maik Piewak. Er wurde zuletzt am 12. Juni 2022 ohne Gegenkandidaten mit 89,3 % der Stimmen bei einer Wahlbeteiligung von 60,8 % gewählt. Das Amt des Bürgermeisters hat er seit 2004 inne, wo er erstmalig mit 80,5 % gewählt wurde. Vorgänger war Lutz Wolf von der CDU, der erstmalig 1994 gewählt wurde.

### Wappen
Wappenbeschreibung: „Dreigeteilt mit einer eingepfropften flachen silbernen Spitze, rechts oben in Gold ein rotbewehrter schwarzer Adler am Spalt, links oben in Rot eine goldene Weizenähre und unten in Silber eine rote heraldische Rose.“
Der Adler steht für die ehemalige Rechtsunmittelbarkeit des Gebietes um Heukewalde. Die Ähre verdeutlicht den landwirtschaftlichen Charakter der Gemeinde. Die rote Rose steht für die Zugehörigkeit zur Burggrafschaft Altenburg. Die Gemeindefarben sind gold und rot.

## Kultur und Sehenswürdigkeiten

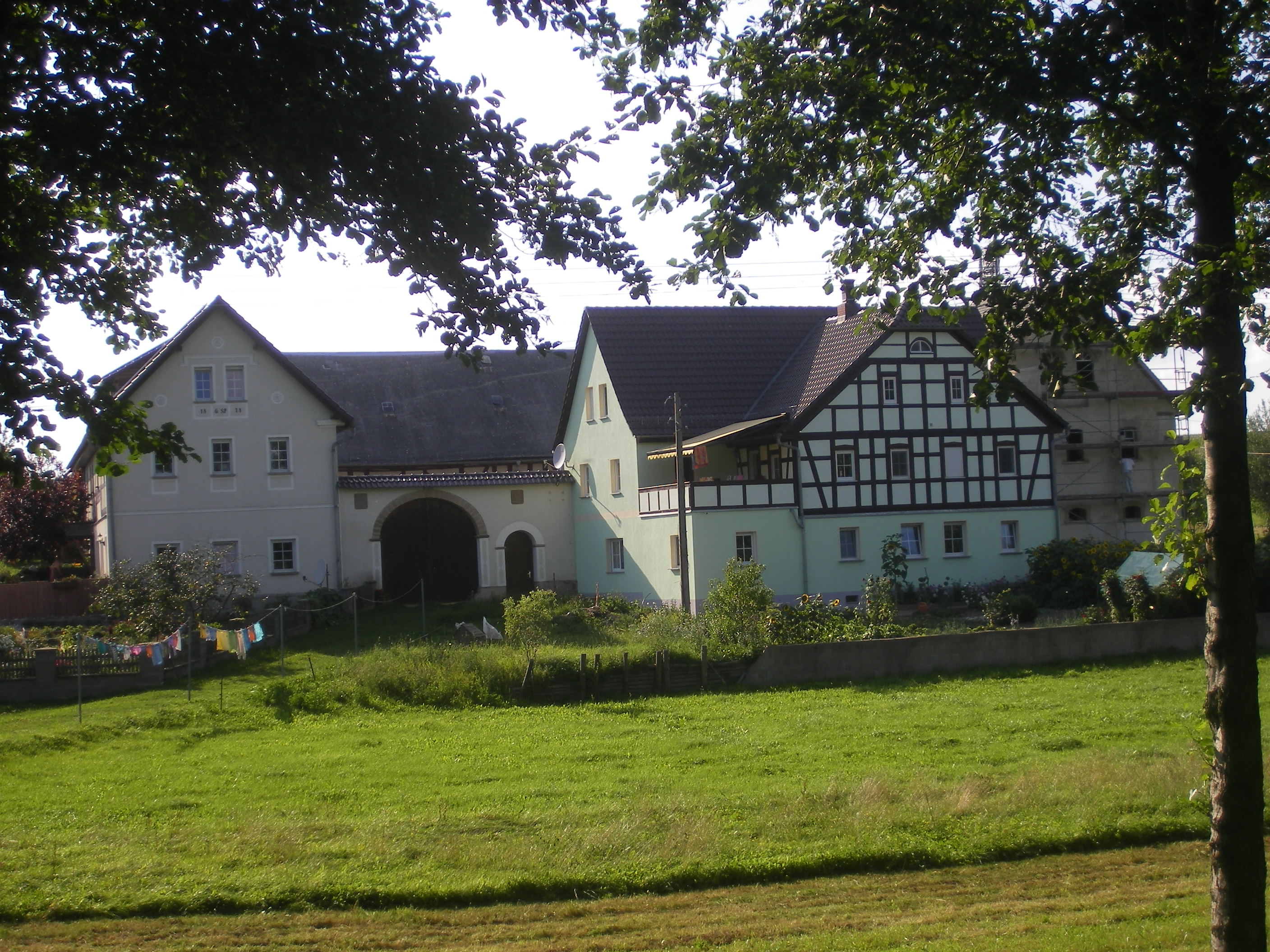
Vierseithof in Heukewalde

- siehe auch: Liste der Kulturdenkmale in Heukewalde

Den Ortsmittelpunkt stellt ein Landgasthof mit Pension dar, der einen Bürgersaal und eine Kegelanlage unterhält. Im Ort existieren insgesamt vier Pensionen und mehrere Wanderwege zu nahegelegenen Sehenswürdigkeiten. Eine Sehenswürdigkeit ist auch die Kirche.

## Wirtschaft und Infrastruktur

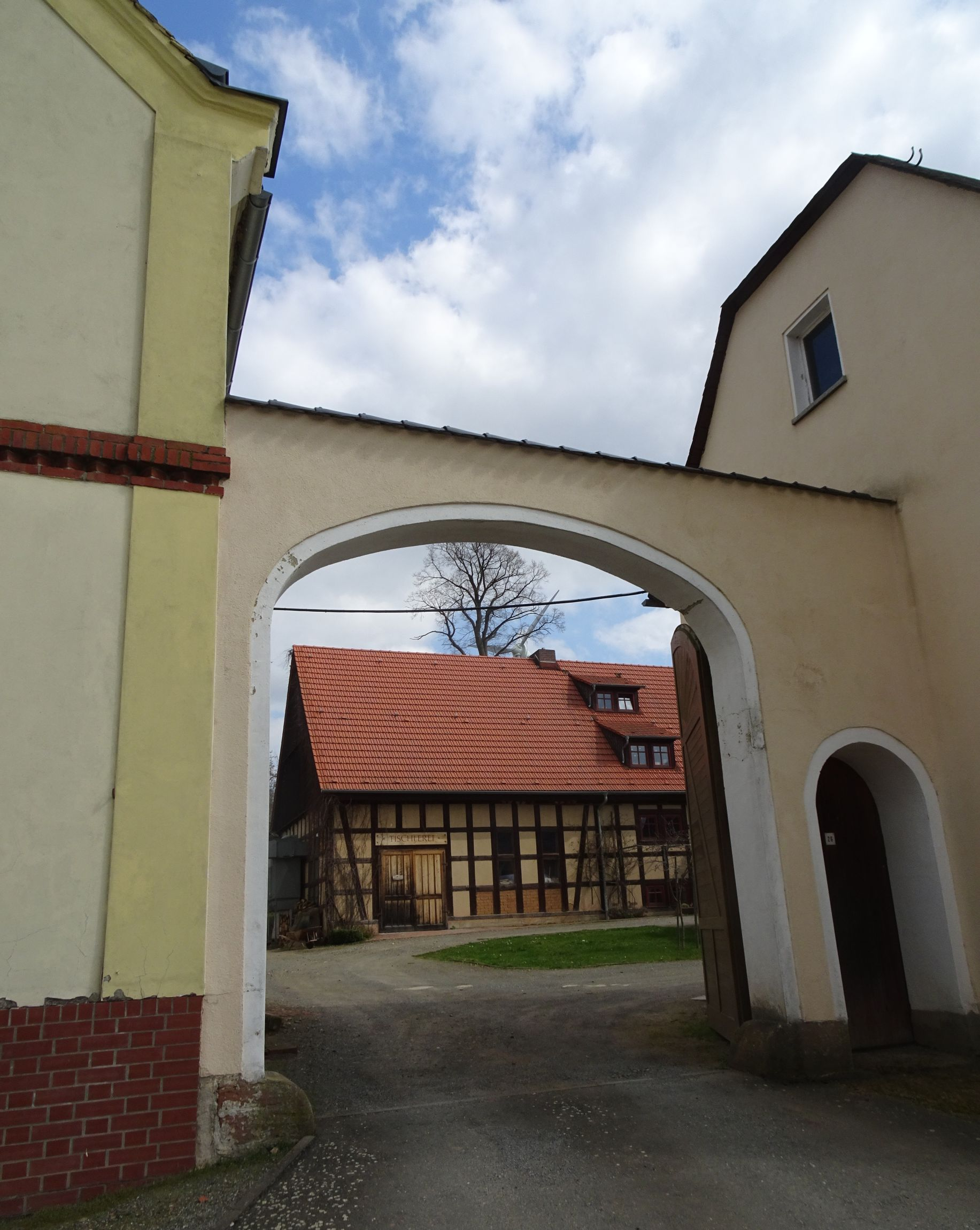
Hof mit Windrad im Hintergrund

Heukewalde ist über die Kreisstraße K 502 mit den Nachbarorten Nischwitz und Posterstein verbunden. Eine weitere Ortsverbindungsstraße führt nach Jonaswalde. Die Gemeinde liegt im Mitteldeutschen Verkehrsverbund und ist über die an Werktagen außer an Samstagen verkehrenden Buslinien 355 Schmölln–Untschen–Thonhausen sowie 357 Schmölln–Selka–Weißbach–Brandrübel–Schönhaide–Thonhausen–Nischwitz der THÜSAC Personennahverkehrsgesellschaft angebunden. Die nächste Bahnstation befindet sich im vier Kilometer nördlich gelegenen Nöbdenitz.
Der Ort wird durch ein sehr nah am Ort stehendes Windrad und viele Plakate gegen Windräder geprägt.

### Wasserver- und Abwasserentsorgung
Im Gegensatz zu vielen anderen Gemeinden nimmt Heutewalde die Aufgaben der Wasserver- und Abwasserentsorgung eigenständig wahr.

## Persönlichkeiten
- Johannes Brumme (* 6. August 1909 in Heukewalde; † 23. September 1967), Pädagoge, antifaschistischer Widerstandskämpfer, ehemaliger KZ-Häftling, Schulreformer und Hochschullehrer
- Reiner Schneider (* 2. Oktober 1942 in Heukewalde), Ingenieur und Politiker (CDU)